# Liste der denkmalgeschützten Objekte in Janské Lázně
Grundlage dieser Liste der denkmalgeschützten Objekte in Janské Lázně ist die ÚSKP-Liste (Ústřední seznam kulturních památek České republiky, deutsch Zentrale Liste der Kulturdenkmäler der Tschechischen Republik), die von der tschechischen Denkmalschutzbehörde NPÚ (Národní památkový ústav, deutsch Nationale Denkmalbehörde) seit 1987 geführt wird und an die seit dem Jahr 1850 geschaffenen Listen anschließt.
Die Liste umfasst die Kulturdenkmale der Stadt Janské Lázně im Okres Trutnov. 

## Janské Lázně (Johannisbad)
| Lage                                                                         | Objekt                         | Beschreibung | ÚSKP-Nr.                  | Bild                         |
| ---------------------------------------------------------------------------- | ------------------------------ | --- | ------------------------- | ---------------------------- |
| Janské Lázně, Lesní 82 (Standort)                                            | Pensionshaus Belveder          | Pensionshaus Belveder | 12694/6-5684 Info Katalog | Pensionshaus Belveder        |
| Janské Lázně, Lesní 50 (Standort)                                            | Pensionshaus Astrid            | Pensionshaus Astrid | 12695/6-5686 Info Katalog | Pensionshaus Astrid          |
| Janské Lázně, Lesní 35 (Standort)                                            | Pensionshaus Nr. 35            | Pensionshaus | 12222/6-5586 Info Katalog | Pensionshaus Nr. 35          |
| Janské Lázně, Lesní 45 (Standort)                                            | Pensionshaus Stříbrný pramen   | Pensionshaus Silberbrunnen (Stříbrný pramen) | 12693/6-5683 Info Katalog | Pensionshaus Stříbrný pramen |
| Janské Lázně, Obchodní 79 (Standort)                                         | Bürgerhaus (Villa)             | Bürgerhaus (Villa) – Pensionshaus mit klassizistischer Fassade | 12696/6-5685 Info Katalog | Bürgerhaus (Villa)           |
| Janské Lázně, Rekreační 56 (Standort)                                        | Pensionshaus Nr. 56            | Pensionshaus | 12529/6-5658 Info Katalog | Pensionshaus Nr. 56          |
| Janské Lázně, Lázeňská 93 (Standort)                                         | Villa Nr. 93                   | Villa | 100614 Info Katalog       | Villa Nr. 93                 |
| Janské Lázně, Lázeňská 72 (Standort)                                         | Hotel Europa                   | Hotel Europa | 12217/6-5589 Info Katalog | Hotel Europa                 |
| Janské Lázně, Lázeňská 55 (Standort)                                         | Pensionshaus Nr. 55            | Pensionshaus Sokolovna | 50511/6-6143 Info Katalog | Pensionshaus Nr. 55          |
| Janské Lázně, Dolní promenáda 9 (Standort)                                   | Haus Nr. 9                     | Bauernhaus | 12825/6-5788 Info Katalog | Haus Nr. 9                   |
| Janské Lázně, U Mariána, st. 95 (Standort)                                   | Kirche St. Johannes der Täufer | Kirche St. Johannes der Täufer, Einfriedung und Terrasse | 12525/6-5657 Info Katalog | weitere Bilder               |
| Janské Lázně, Horní promenáda 89 (Standort)                                  | Villa Marianum                 | Villa Marianum | 12218/6-5591 Info Katalog | weitere Bilder               |
| Janské Lázně, Horní promenáda 69 (Standort)                                  | Pensionshaus Moravěnka         | Pensionshaus Moravěnka | 12219/6-5588 Info Katalog | Pensionshaus Moravěnka       |
| Janské Lázně, Horní promenáda 2 (Standort)                                   | Pensionshaus Čechie            | Pensionshaus Čechie | 12215/6-5584 Info Katalog | Pensionshaus Čechie          |
| Janské Lázně, náměstí Svobody 4 (Standort)                                   | Pensionshaus Kolonáda          | Pensionshaus Kolonáda | 17805/6-5100 Info Katalog | weitere Bilder               |
| Janské Lázně, Černohorská 85 (Standort)                                      | Villa Nr. 85                   | Villa | 12220/6-5590 Info Katalog | Villa Nr. 85                 |
| Janské Lázně, Černohorská 62 (Standort)                                      | Pensionshaus Terra             | Pensionshaus Terra | 50169/6-6130 Info Katalog | Pensionshaus Terra           |
| Janské Lázně, Černohorská 54 (Standort)                                      | Pensionshaus Domov             | Pensionshaus Domov | 12216/6-5587 Info Katalog | Pensionshaus Domov           |
| Janské Lázně, Černohorská 57 (Standort)                                      | Pensionshaus Nr. 57            | Pensionshaus | 12528/6-5659 Info Katalog | Pensionshaus Nr. 57          |
| Janské Lázně, Černohorská 16 (Standort)                                      | Haus Nr. 16                    | Bauernhaus | 12692/6-5697 Info Katalog | Haus Nr. 16                  |
| Janské Lázně, Černohorská 17 (Standort)                                      | Pensionshaus Nr. 17            | Pensionshaus | 12221/6-5585 Info Katalog | Pensionshaus Nr. 17          |
| Černá Hora (OT von Janské Lázně), Černohorská 165 (Schwarzenberg) (Standort) | Bauernhaus Nr. 165             | Bauernhaus | 50842/6-6181 Info Katalog | Bauernhaus Nr. 165           |
| Černá Hora, Horská 136 (Standort)                                            | Bauernhaus Nr. 136             | Ländliches Berghaus aus Holz in den höchsten Teilen des Riesengebirges (ca. 1200 m über dem Meeresspiegel) mit erhaltenem Grundriss und vielen ursprünglichen Bau- und Handwerkselementen. | 23960/6-5030 Info Katalog | BW                           |